# Semantische Implikation
Semantische Implikation (auch: (semantisches) Entailment / Konditional) ist ein sprachwissenschaftlicher Terminus zur Bezeichnung einer Implikation, bei der im Unterschied zur materialen Implikation der Logik die Teilaussagen in einer inhaltlichen Beziehung zueinander stehen. Die Geltung einer semantischen Implikation ist dabei nicht von den syntaktischen Beziehungen der Teilsätze in einem logischen Kalkül abhängig, sondern davon, dass jedes semantische Modell, das den Vordersatz erfüllt, auch den Folgesatz wahr macht, bzw. dass jedes Objekt, das durch ein bestimmtes Wort bezeichnet werden kann, auch mit einem anderen, implizierten Wort belegt werden kann.

## Sprachwissenschaft
Der semantische Implikationsbegriff spielt eine grundlegende Rolle in der Wortsemantik. Die einseitige semantische Implikation entspricht weitgehend der Hyponymie, die gegenseitige semantische Implikation der Synonymie.

## Logik
Implikation bezeichnet aber nicht nur die inhaltliche Beziehung von Wörtern in einem Bedeutungsfeld. Von einer semantischen Implikation spricht man auch im Hinblick auf Aussagen.
Vom Sprachphilosophen John Austin stammt das folgende Beispiel: Der Satz Die Katze liegt auf der Matte impliziert semantisch, dass die Matte unter der Katze liegt. Werde demnach von einer Person zugleich behauptet, dass die Katze auf der Matte liege, die Matte aber nicht unter der Katze sei, so könne dies nur mit mangelnder Sprachkompetenz erklärt werden.

## Abgrenzung zur Präsupposition
Die semantische Implikation ist abzugrenzen von der Präsupposition. Die Präsupposition einer Aussage oder einer Frage ist, dass die darin vorkommenden Eigennamen auf bestimmte Objekte bezogen sind. Tatsächlich gilt die semantische Implikation unabhängig von der Annahme, dass es die benannten Gegenstände auch gibt: Wenn die Katze auf der Matte steht, liegt die Matte unter der Katze ist wahr, auch wenn die Katze nicht auf der Matte ist, ja sogar, wenn es die Katze nicht gibt.